# Lancia 037
Lancia 037 Rally [čti: dzerotretántantasette rely] byl jednoúčelový soutěžní automobil, který v letech 1981 až 1984 vyráběla italská automobilka Lancia. Vůz byl postaven pro účast v automobilových soutěžích, tzv. rallye ve skupině B, tedy skupině sportovních automobilů podle řádů FIA (mezinárodní automobilová federace). V roce 1983 získal titul mistra světa značek v automobilových soutěžích.

## Historie
Lancia Rally 037 byla výsledkem záchranného programu turínské automobilky při klesajících prodejích modelu Beta a jejích derivátech počátkem 80. let minulého století. Ačkoli se jedná o zcela specifický jednoúčelový soutěžní speciál, tvarem připomíná sériovou Lancii Betu MonteCarlo, která byla vytvořena přesunutím agregátu vozu Beta s motorem vpředu napříč a pohonem předních kol do zadní části vozu, čímž vzniklo řešení MonteCarlo s motorem napříč za zadními sedadly a pohonem zadních kol. Avšak u speciálu Rally 037 bylo vše jinak – čtyřválcový celohliníkový motor DOHC s přeplňováním byl uložen podélně za sedadly posádky, za ním byla uložena podélně převodovka ZF a poháněna byla zadní kola. Vývoj vozu byl svěřen sportovnímu oddělení koncernu Fiat – Abarth. Vůz byl stavěn pro nově vzniklou skupinu B (sportovní vozy) řádů mezinárodní automobilové federace FIA. Pro homologaci muselo být postaveno 200 identických exemplářů během dvanácti po sobě jdoucích měsících. Vůz byl poprvé představen v roce 1982 na Turínském autosalonu a nasazen do soutěží byl ještě téhož roku. V italské rallye tehdy nedojel ani jeden vůz. Rallye Velké Británie 1982 již ale slavila novinka vítězství. O rok později Lancia po perném a nádherném souboji zvítězila v mistrovství světa v automobilových soutěžích, přičemž na asfaltových podnicích MS nebylo výjimkou, obsadily-li Lancie první 4 místa absolutní klasifikace. Továrními piloty tehdy byli Němec Walter Röhrl a Fin Markku Alen, které doplňovali podle potřeby Attillio Bettega, Andrea Zanussi, Dario Cerrato, Miki Biasion, Jean-Claude Andruet, Nick Busseni, Henri Toivonen a další. 
Jejich největšími soupeři byly posádky na vozech Audi Quattro, které díky trvalému pohonu všech kol excelovaly na zledovatělém nebo nezpevněném povrchu. Vozy Audi se ale potýkaly se spolehlivostí. I následující sezona 1984 se nesla ve znamení boje značek Audi a Lancie, tentokráte se však z vítězství radovala ingolstadtská automobilka. Ne však na dlouho, neboť právě v sezoně 1984 konkurenční Peugeot vedený vynikajícím stratégem Jeanem Todtem představil Peugeot 205 Turbo 16. U Abartha pochopili, že s vozem s pohonem jen jedné nápravy nelze dále tlaku "čtyřkolek" odolávat a i přes vývojové změny, kterými 037 Rally prošly, byl urychlen vývoj speciálu s pohonem všech kol na bázi modelu Delta. Ještě před jeho uvedením – v průběhu Tour deCorse 1985 – došlo však k tragické nehodě, kdy Attilio Bettega v troskách Lancie Rally 037 našel smrt. Vozy Lancia Rally 037 v továrních barvách se objevily naposledy v soutěži MS v roce 1986, a to v Rallye Safari, jíž se zúčastnili Alén (v cíli třetí), Biasion a Preston s tímto starším modelem namísto modernější Delty S4.
Kromě továrního týmu Martini Racing byly vozy používány soukromými týmy Jolly Club, Astra a dalšími.
Dnes se jedná o výjimečné sběratelské exempláře většinou v soukromých rukou, nejznámějším matadorem, účastnícím se pravidelně soutěží historických automobilů s ex-továrními vozy Lancia Rally 037 je Giuseppe Volta (Club Historic Lancia Rally).

## Popis

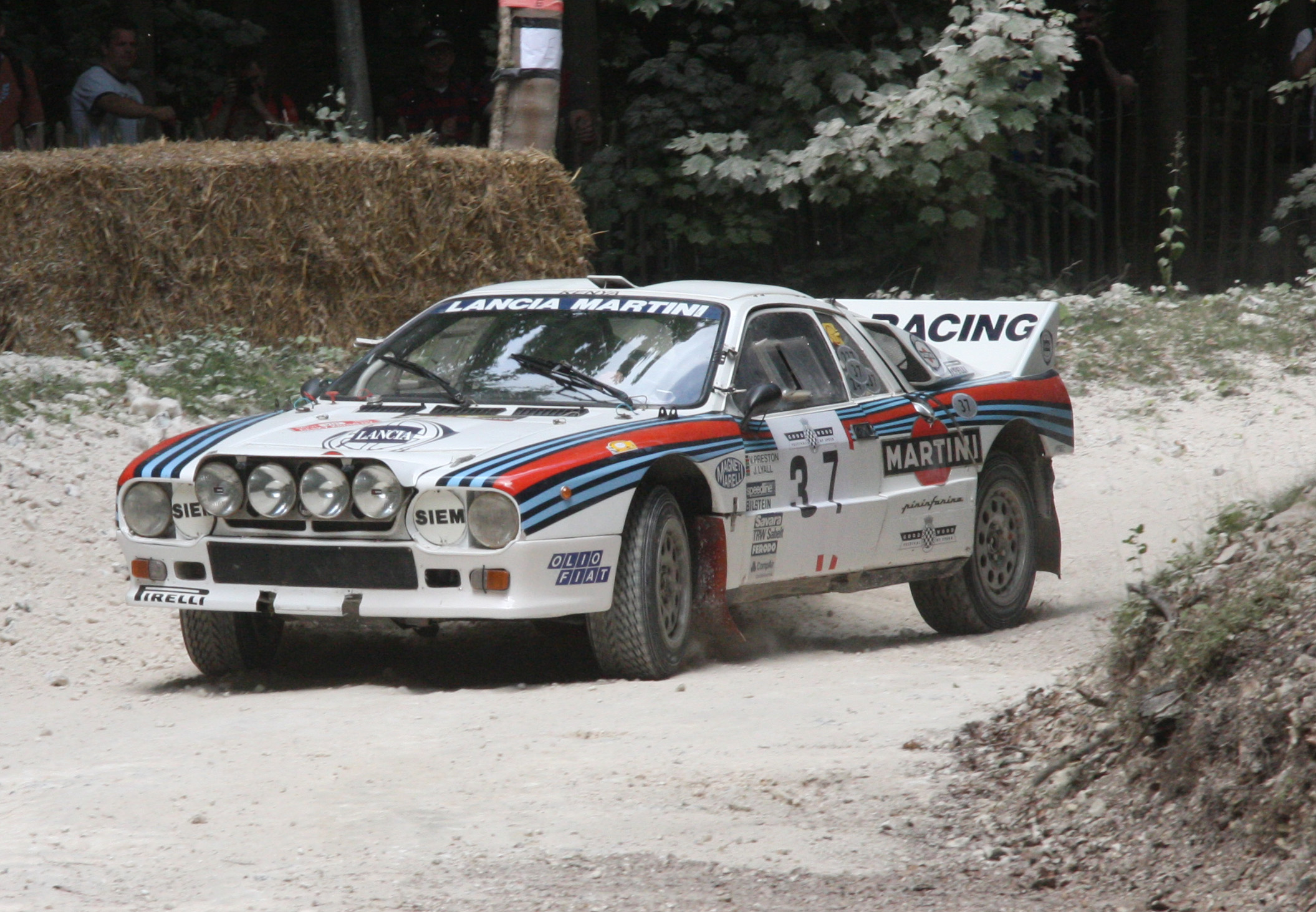
Lancia 037

Lancia Rally 037 byla postavena v duchu techniky F1 aplikované pro automobilové soutěže. Jejími hlavními atributy byla nízká hmotnost, nízké těžiště a plochá výkonová křivka motoru. Základ vozu tvořil příhradový rám z ocelových a chrommolybdenových trubek s převážně nýtovanými výlisky z hliníkového plechu a povrchovými díly vyrobenými z kevlaru, podlaha byla ocelová. Soutěžní speciály byly navíc vybaveny bezpečnostní duralovou klecí firmy Heigo. Motor byl umístěn podélně za sedadly posádky a skloněný vpravo. Jednalo se o celohliníkový šestnáctiventilový, kapalinou chlazený čtyřválec Abarth o objemu 1995 cm³ od firmy Fiat, přeplňovaný mechanickým dmychadlem Volumex (Roots). Při představení byl motor vybaven dvojicí dvojitých spádových karburátorů WEBER DCVNH15/250, záhy však dostal elektronické vstřikování paliva s bezkontaktním zapalováním Magneti-Marelli AEI 200, spolupracující na regulaci přeplňování. Sériové provedení disponovalo výkonem 205 koní při 7000/min. Soutěžní speciály v době předsravení disponovaly výkonem kolem 260–280 koní, verze Evo2 v roce 1984 s převrtaným motorem na 2,1 litru potom měla přes 300 koní, poslední asfaltová specifikace disponovala výkonem kolem 340 koní na 8000/min. a maximálním krouticím momentem 324 Nm při 5000/min. Na motor navazovala pětistupňová bezsychronní převodovka s přímými zuby od firmy ZF se zdvojeným řadicím mechanismem prostřednictvím kulových kloubů. Zadní diferenciál s omezenou svorností měl několik stupňů nastavení (od 40 do 70 %). Vůz měl nezávislé zavěšení všech kol, vpředu se čtyřprvkovou a vzadu s pětiprvkovou lichoběžníkovou konstrukcí a spodními kovanými rameny, vše uloženo v kulových kloubech UniBall. Odpružení vinutými pružinami s teleskopickými tlumiči Bilstein. Přední kotoučové brzdy byly osazeny čtyřpístkovými třmeny Brembo, zadní měly jeden dvoupístkový provozní třmen a jeden jednopístkový třmen ruční brzdy. Vůz používal speciálně navržené a vyrobené pneumatiky Pirelli P Zero v rozměrech 210/595 ZR15 vpředu a 265/40 ZR 16 vzadu (asfaltová soutěžní specifikace) a jeho pohotovostní hmotnost "ready to race" byla 960–975 kg podle druhu soutěže. Design vozu navrhl Pininfarina.

## Rozměry
- Délka – 3915 mm
- Šířka – 1850 mm
- Výška – 1190 mm
- Rozvor náprav – 2440 mm
- Rozchod kol vpředu/vzadu – 1502/1508 mm
- Pohotovostní hmotnost – 1170 kg
- Pneumatiky – vpředu 205/55 VR 15 a vzadu 225/50 VR 15
- Maximální rychlost – 258 km/h

Uvedené parametry jsou platné pro verzi stradale (silniční provedení nabízené koncovým zákazníkům).
Soutěžní speciály se mnoha parametrech lišily.